# Monika Potokar
Monika Potokar (ur. 18 grudnia 1987 w Lublanie) – słoweńska siatkarka, grająca na pozycji przyjmującej. 

## Przebieg kariery
| Lata                      | Klub                      |
| ------------------------- | ------------------------- |
| 2007–2009                 | OK Hit Nova Gorica        |
| 2009–2012                 | Nova Branik Maribor       |
| 2012–2013 (do 15.01.2013) | Chieri Volley             |
| 2013 (od 16.01.2013)      | Hainaut Volley            |
| 2013–2014                 | CS Știința Bacău          |
| 2014–2015 (do 07.01.2015) | Nova Branik Maribor       |
| 2015 (od 08.01.2015)      | Volley 2002 Forlì Bolonia |
| 2015–2016                 | Calcit Kamnik             |
| 2016–2017                 | Pannaxiakos VC            |
| 2017–2018                 | AO Thiras                 |
| 2018–2019 (do 01.2019)    | GS Ilioupolis             |
| 2019 (od 02.02.2019)      | Volleyball Wrocław        |
| 2019–2020                 | Panathinaikos Ateny       |
| 2020–2021                 | PAOK Saloniki             |
| 2021–                     | Nova Branik Maribor       |

## Sukcesy klubowe
Puchar Słowenii:
- 2008, 2009, 2010, 2011, 2012, 2023[3], 2024[4]

MEVZA - Liga Środkowoeuropejska:
- 2008, 2009, 2010, 2012, 2016
- 2023[5]
- 2022[6], 2024[7]

Liga słoweńska:
- 2008, 2011, 2012, 2016
- 2009, 2010, 2022[8], 2024[9]
- 2023

Puchar Rumunii:
- 2014

Liga rumuńska:
- 2014

Liga grecka:
- 2017
- 2018, 2020

Puchar Grecji:
- 2021